# Juratzkaea seminervis
Juratzkaea seminervis là một loài Rêu trong họ Stereophyllaceae. Loài này được (Kunze ex Schwägr.) Lorentz mô tả khoa học đầu tiên năm 1866.